# نژاوکا
نژاوکا (به لاتین: Nezhawka) یک منطقهٔ مسکونی در بلاروس است که در منطقه مینسک واقع شده‌است.